# Cédric Lécluse
Cédric Lécluse (Épinay-sur-Seine, 29 maart 1972) is een voormalig Franse voetballer (verdediger). Het grootste deel van zijn carrière spendeerde hij bij AS Nancy, waarmee hij meer dan 400 wedstrijden speelde.

## Carrière
- AS Nancy (jeugd)
- 1991-2002: AS Nancy
- 2002-2003: Shanghai Cosco
- 2003-2007: AS Nancy
- 2007-2008 : Angers SCO